# Alejandro Rejón Huchin
Wilberth Alejandro Rejón Huchin (Mérida, Yucatán, 18. svibnja 1997.) meksički je pjesnik, kulturni menadžer i novinar. Direktor utemeljitelj Međunarodnog festivala poezije Tecoh, Yucatán, Meksiko. Neki od njegovih tekstova prevedeni su na arapski, talijanski, rumunjski, grčki, francuski, katalonski i bengalski jezik.

## Biografija
Direktor književnog časopisa Marcapiel, bio je suradnik na Interfazovom kulturnom festivalu u Méridi 2016. Objavljivao je u nekoliko nacionalnih i međunarodnih časopisa i antologija kao što su: Poetas allende de los mares (Španjolska, 2019.), poetas del cosmovitral (Vlada od Toluca, 2018 ), Memória dwl 15 Međunarodni festival poezije Quetzaltenango (Uvodnik Metáfora, 2019.)i Fragua de preces (Uvodnik Alicios cultural, Španjolska, 2020). Sudjelovao je na nekoliko književnih događaja u Gvatemali i na Kubi kao predstavnik svoje zemlje. U ožujku 2019. stvorio je i vodio Prvi međunarodni susret književnosti i obrazovanja na Međunarodnom sajmu čitanja u Yucatánu. U rujnu iste godine bio je arhitekt i direktor Međunarodnog festivala poezije Tecoh, Yucatán, na kojem su sudjelovali pjesnici iz México, Argentina,Sjedinjene Države ,Kuba, Gvatemala i Kolumbija. Suradnik je u kulturi nekoliko novina poput La Revista Peninsular, Senderos del Mayab i La Verdad.Kao antologičar uređivao je suvremenu pjesničku antologiju Yucatán za meksički časopis Círculo de Poesía. Među njegovim priznanjima su priznanja za istaknutog posjetitelja grada Toluce u Meksiku (2018.) i međunarodna pjesnička nagrada Harold Von Ior(2019) .

## Objavljene knjige
- Tečaj izrezanog portreta, Argentina, Uvodnička poezija Buenos Aires, 2019.[8]
- Slomljena voda snova, Sjedinjene Države, Uvodnik Primigenios, 2020.[9]
- Munja žeđi, Čile, Andesgraund, uvodnik, 2020.[10]